# アンクス・マルキウス
アンクス・マルキウス（Ancus Marcius, 紀元前675年 - 紀元前616年）は、王政ローマにおける第4代の王。この時代は史料に乏しく、歴史というより伝説上の人物である。ローマで初めて水道橋を建設したと言われており、冷静な人物であり平時でも戦時でも優れた王であったと歴史家から評価されている。

## 生涯
アンクスはサビニ人で、ローマ第2代の王であるヌマ・ポンピリウスの孫として生まれた。当時のローマはラテン人とサビニ人が交代で王になるという取り決めがあったため、ラテン人である第3代の王トゥッルス・ホスティリウスの死んだ紀元前641年に後継者として選ばれた。トゥッルスが戦争に明け暮れたのでローマ人の中で平和を望む声が高まり、治世中に一度も戦争をしなかったヌマの孫ならばと期待されたのである。
それを知った近隣部族は、今度のローマの王は戦争が苦手だと侮り攻撃を開始した。しかしアンクスは非戦的であるという予想を裏切り、見事な軍の指揮を行った。ローマはフェデナイ人、アニオ川中流のサビニ人、カンパニア地方のウォルスキ人と戦って勝利を収め、近隣の都市一つを屈服させた。彼は先王トゥッルスと同じく、屈服した都市の建物を破壊して住民はローマに強制移住させる。またアンクスは北方のエトルリア人に備えるためヤニクルムの丘に要塞を作った。さらにローマから26km離れた漁村のオスティアを征服し、ここをローマの外港とした。
アンクスは平時の治世にも能力を発揮した。敵を強制移住させて増えた人口に対応するため、ローマの7つの丘の一つであるアウェンティヌスの丘がローマの市街地に組み込まれる。また、いかだ橋しかなかったテヴェレ川に初めて堅固な橋を作る。さらに水道橋を建造することでローマに初めて水道を引いた。また宗教儀式などの制定にも努め、後のローマに伝わる慎重な宣戦布告手順を考案したとも言われている。
アンクスは紀元前616年に病死する。彼には2人の息子がいたが、その後見人であったエトルリア人のタルクィニウス・プリスクスが第5代の王となり、ラテン人とサビニ人が王位を交代していた時代が終わる。アンクスの2人の息子は王位を狙ってタルクィニウス・プリスクスを暗殺するが、その後を継ぐことに失敗し、ウォルキスの村で乞食となる末路を辿ったと言われている。
なお紀元前144年にマルキウスの名にちなんだマルキア水道を建設したマルキウス家は、アンクス・マルキウスの末裔を自称していた。